# Ronald Weigel
Ronald Weigel , né le 8 août 1957 à Hildburghausen, est un ancien athlète allemand spécialiste de la marche athlétique.

## Biographie
Représentant la République démocratique allemande en 1983, Ronald Weigel remporte l'épreuve du 50 km marche des premiers Championnats du monde d'athlétisme disputés à Helsinki, avec le temps de 3 h 43 min 08 s. Il établit en 1986 la meilleure performance de sa carrière sur cette distance en signant le temps de 3 h 38 min 17 lors de la réunion de Potsdam. Il s'adjuge en 1987 la médaille d'argent des Mondiaux de Rome en 3 h 41 min 30 s, terminant derrière son compatriote Hartwig Gauder. 
Aligné sur les deux épreuves de marche athlétique lors des Jeux olympiques de 1988 à Séoul, Weigel remporte deux médailles d'argent, terminant à trois secondes du Tchécoslovaque Jozef Pribilinec sur 20 km, et derrière le Soviétique Vyacheslav Ivanenko sur 50 km. Il établit la meilleure performance de sa carrière sur 20 km marche durant les Championnats du monde d'athlétisme 1991 avec 1 h 22 min 18 s, et remporte l'année suivante, sur 50 km, la médaille de bronze des Jeux olympiques d'été de 1992.

## Palmarès

### Jeux olympiques
- Jeux olympiques d'été de 1988 à Séoul :
  -  Médaille d'argent du 20 km marche
  -  Médaille d'argent du 50 km marche
- Jeux olympiques d'été de 1992 à Barcelone :
  -  Médaille de bronze du 50 km marche

### Championnats du monde
- Championnats du monde d'athlétisme 1983 à Helsinki :
  -  Médaille d'or du 50 km marche
- Championnats du monde d'athlétisme 1987 à Rome :
  -  Médaille d'argent du 50 km marche

### Championnats d'Europe d'athlétisme en salle
- 1987: Liévin ,  France
  -  Médaille d'argent aux championnats d'Europe en salle, 5 000 m marche19m 08s 93

## Records personnels
- 50 km marche : 3 h 38 min 17 (Potsdam, 25/05/1986)
- 20 000 m marche (piste) : 1 h 19 min 18 s 3 (Bergen, 26/05/1990)
- 20 km marche : 1 h 22 min 18 s (Tokyo, 24/08/1991)